# Лучанинов, Иван Васильевич
Иван Васильевич Лучанинов (1781—1824) — художник, академик Императорской Академии художеств.

## Биография
«Торопецкий 3-й гильдии купец Иван Лучанинов» — сначала вольноприходящий ученик Императорской Академии художеств, а затем  в апреле 1809 года за «большие успехи в портретной и с натуры живописи» его перевели в казённокоштные воспитанники.
Конкурировал на большую золотую медаль (1811) по программе: «Представить поход под Казань царя Ивана Васильевича, где Российские войска на безводных степях, изнуренные жаждою и зноем, претерпевают ужасные бедствия. Два воина, нашедши воду, принесли оную в шлемах своих к царю: но Иоанн отдает ее наиболее изнемогшему воину и сам напаивает его».
Окончил обучение в Академии художеств (1812), получив большую золотую медаль за картину «Рекрут, прощающийся со своим семейством», аттестат первой степени со шпагой и звание художника XIV класса. Получил звание академика (1812) за картину: «Благословение на ополчение 1812 года».
Оставлен пенсионером при Академии художеств. В качестве пенсионера Академии исполнил программу «Возвращение ратника в свое семейство из ополчения» (1815). 30 июня 1817 года «живущим в доме Академии, выпущенным уже из оной воспитанникам, коих предполагалось отправить в чужие краи» было объявлено, что «отправления сего уже ожидать не могут» и «должны приискать себе приличную способностям своим службу».
По выходе из Академии занялся живописью «в свою пользу», работал в Эрмитаже и исполнил некоторые заказы для императрицы Марии Феодоровны: портреты русских царей и произведения западноевропейских художников (начало 1820-х).
В лице Лучанинова мы имеем одного из незаметных, но очень милых и умелых художников, бесхитростных изобразителей людей и нравов 1820—1840-х годов, которые во главе с Венециановым составляют целую школу, картинами которой никогда не устанешь любоваться: так много в них тихого вдохновения, интимной радости и прекрасного, сдержанного уменья. К сожалению, из работ Лучанинова до нас дошли только одиночные портреты, религиозные и парадные композиции, и ни одного интерьера или группового портрета, столь типичных для Венециановской школы. Тем не менее сохранившиеся произведения дают достаточно полное представление о мягкой и «вкусной» кисти, верном глазе и приятном мастерстве художника, занимающего не последнее место в Венециановской плеяде.
Скончался художник в июне 1824 года.
Основные произведения:
- Портреты, находившиесяе в 1820-х годах в Императорской Академии художеств, и портрет Императора Александра І (копия с Жерара)[5]; «Рекрут, прощающийся со своим семейством»[6] (1812), «Возвращение ратника в своё семейство» (1815); две копии с картин Мурильо — «Лестница Иакова» и «Святое Семейство»[7].
- Образа для Казанского собора в Петербурге: «Поклонение волхвов», «Поклонение пастырей», «Явление Иисуса Христа по Воскресении на море Тивериадское».

Работы И. В. Лучанинова
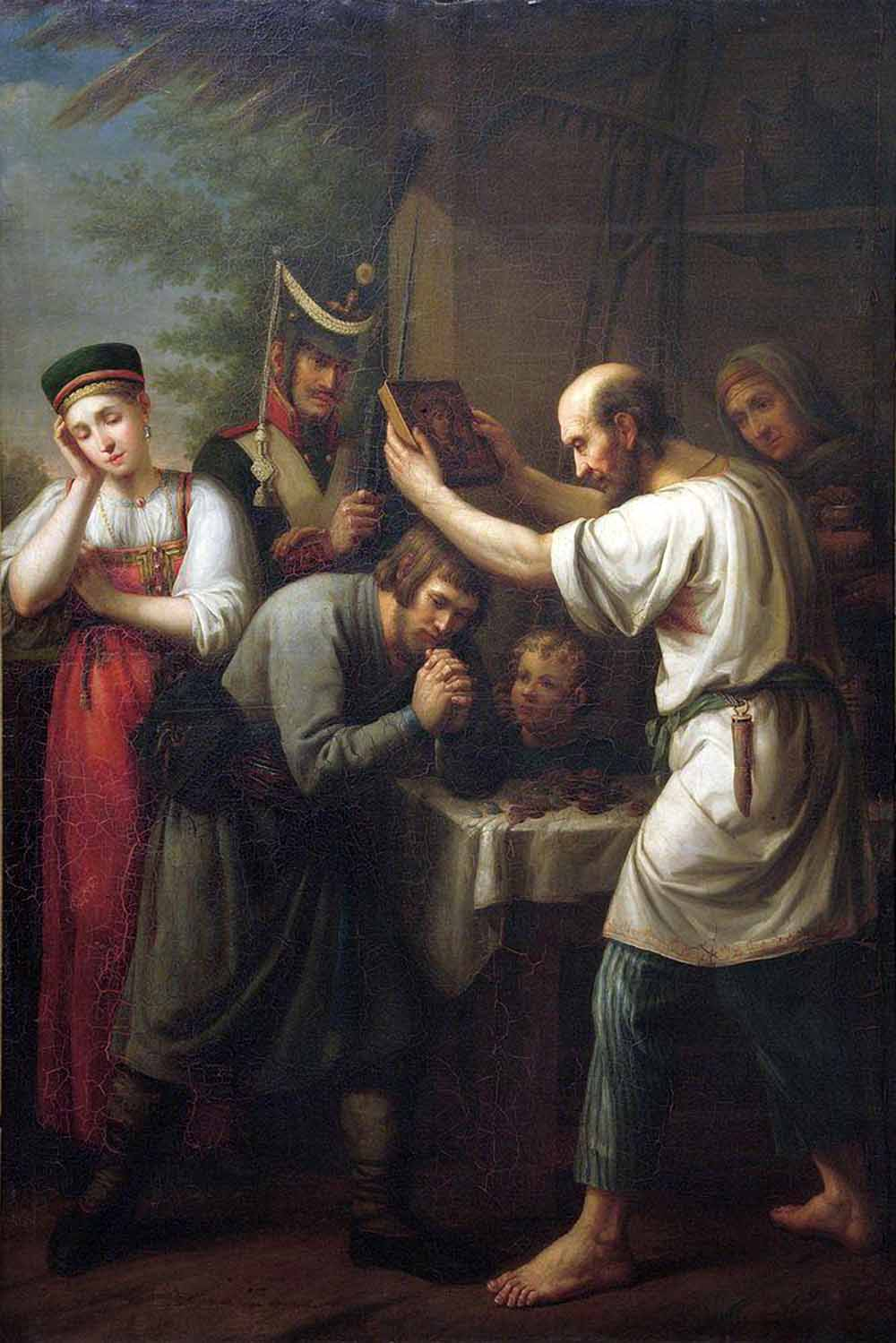
«Рекрут, прощающийся со своим семейством (Благословение на ополчение 1812 года» (1812)
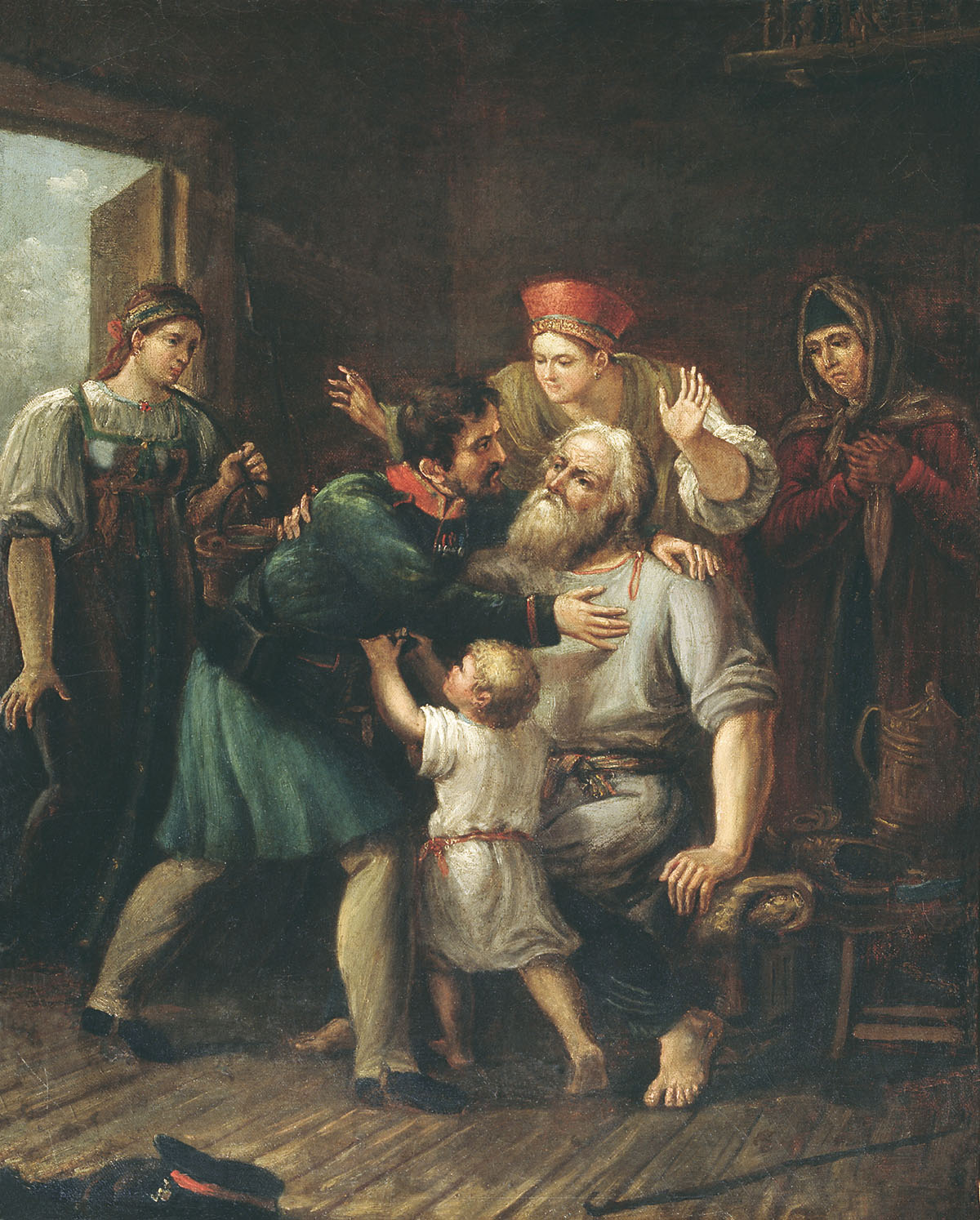
«Возвращение ратника в своё семейство» (1815)
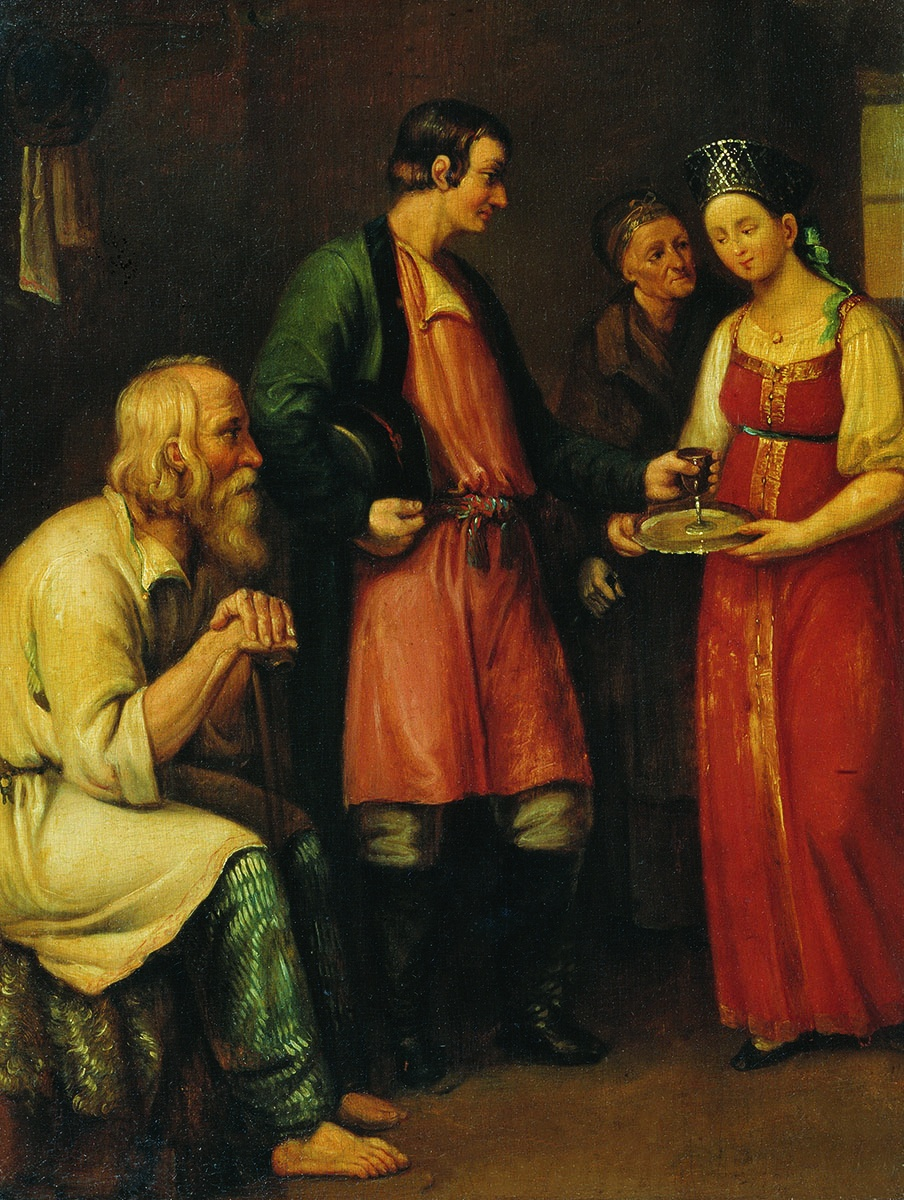
«Дорогой гость»